# Lawn Tennis Association
Lawn Tennis Association (LTA) er det styrende organ for tennissporten i Storbritannien, Isle of Man, Guernsey og Jersey. Forbundet blev stiftet den 26. januar 1888, og den syvdobbelte Wimbledon-mester William Renshaw blev valgt som den første formand.
Forbundet har hovedsæde på National Tennis Centre i Roehampton i London.
Forbundet arrangerer bl.a. Wimbledon-mesterskaberne i samarbejde med The All England Lawn Tennis & Croquet Club.